# Кальцавара, Фабио
Фабио Кальцавара (итал. Fabio Calzavara; 21 сентября 1950, Истрана, Венеция, Италия — 28 мая 2019, Москва, Россия) — итальянский предприниматель и политический деятель, представитель венецианской этнической группы.
Один из основателей федералистской партии «Liga Veneta» (1980), основанной в Падуе (Италия, область Венеция).

## Биография
1982—1986 — член правления «Европейского федералистского союза» (UEF, Цюрих, Швейцария);
1993—1994 — член Национального Совета «Свободной Ассоциации Предпринимателей-сторонников автономии» (ALIA), с 1995 получившей название «Свободная Европейская Федералистская Ассоциация Предпринимателей» (LIFE), регион Венето;
1996—2001 — член Парламента Италии (Camera Deputati), член Комитета иностранных дел Палаты депутатов;
1997—2001 — член первой итальянско-российской Межпарламентской Комиссии; 2003—2004 — независимый аккредитованный консультант в Европейском парламенте в Брюсселе.
Неоднократно избирался в органы местного самоуправления:
1985—1990 — член административного Совета города и области Тревизо, (область Венеция);
1987—1991 — член муниципалитета Монтебеллуна (область Венеция);
1994—1998 — член муниципалитета Мел-Беллуно (область Венеция).
Участвовал в специальной акции в рамках первой общественной гуманитарной помощи Ираку под эмбарго, организованной аббатом Пьером и Жан-Мэри Бенджамином — в специальном перелёте от Парижа до Багдада в составе других 180 участников из Франции, Италии, Швейцарии, Нидерландов, Великобритании — парламентариев, дипломатов, журналистов, представителей церкви, неправительственных организаций, добровольцев (декабрь 2000).